# Quango
Een quango (quasi-autonome non-gouvernementele organisatie) is een organisatie die een openbare dienst of wettelijke taak uitvoert en die (deels) met publieke middelen wordt gefinancierd, maar niet (rechtstreeks) onder de overheid valt en een zekere mate van zelfstandigheid geniet.
Van Thiel (2000) onderscheidt vier typen quango's:
1. Agentschappen
2. openbare lichamen (niet zijnde de provincies en de gemeenten) waaronder
  - zelfstandige bestuursorganen
  - waterschappen
3. Liefdadigheidsinstellingen en vrijwilligersorganisaties met een publieke taak (bijv. Het Nederlandse Rode Kruis of het Leger des Heils)
4. (Verzelfstandigde) staatsbedrijven (bijv. de Nederlandse Spoorwegen)

Veel quango's zijn het resultaat van verzelfstandiging van overheidsorganisaties.